# Госпожа Бовари
«Госпожа́ Бовари́» или «Мада́м Бовари́» (фр. Madame Bovary) — роман Гюстава Флобера, впервые напечатанный в 1857 году.
Главная героиня романа — Эмма Бовари, жена врача, живущая не по средствам и заводящая внебрачные связи в надежде избавиться от пустоты и обыденности провинциальной жизни. Сюжет романа новаторский для своего времени, а истинная ценность романа — в деталях и формах подачи сюжета.
Считается одним из шедевров мировой литературы. Входит во Всемирную библиотеку (список наиболее значимых произведений мировой литературы Норвежского книжного клуба).

## История публикации, оценки

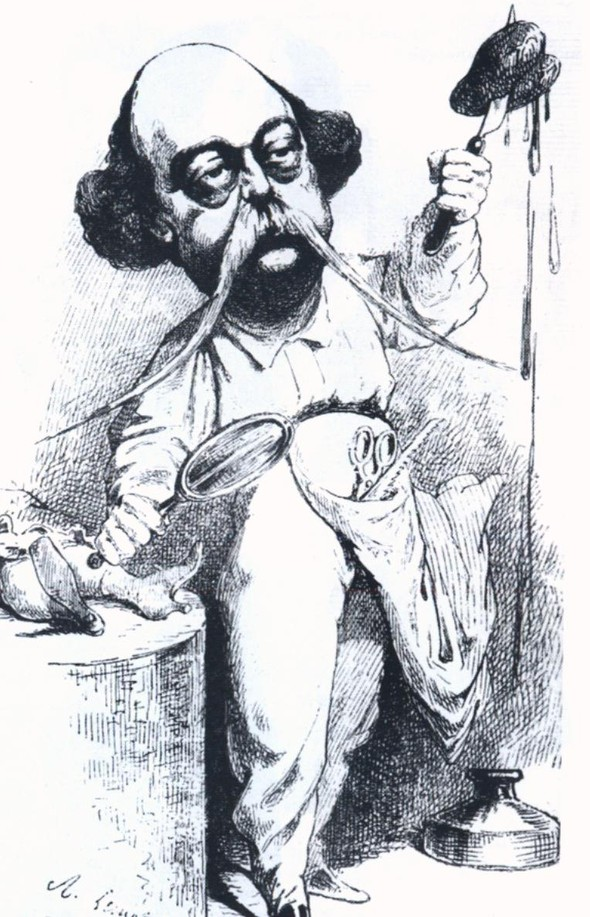
Флобер, препарирующий мадам Бовари, карикатура 1869 года

Роман печатался в парижском литературном журнале «Ревю де Пари» с 1 октября по 15 декабря 1856 года. После опубликования романа автор (а также ещё двое издателей романа) был обвинён в оскорблении морали и вместе с редактором журнала привлечён к суду в январе 1857 года. Скандальная известность произведения сделала его популярным, а оправдательный приговор от 7 февраля 1857 года сделал возможным последовавшее в том же году опубликование романа отдельной книгой. В настоящее время он считается не только одним из ключевых произведений реализма, но и одним из произведений, оказавшим наибольшее влияние на литературу вообще. В романе присутствуют черты литературного натурализма. Скепсис Флобера по отношению к человеку проявился в отсутствии типичных для традиционного романа положительных героев. Тщательная прорисовка характеров обусловила и очень длинную экспозицию романа, позволяющую лучше понять характер главной героини и, соответственно, мотивацию её поступков (в отличие от волюнтаризма в действиях героев сентименталистской и романтической литературы). Жёсткий детерминизм в поступках героев стал обязательной чертой французского романа в первой половине XIX века.
Тщательность изображения характеров, точная до беспощадности прорисовка деталей (в романе точно и натуралистично показана смерть от отравления мышьяком, хлопоты по приготовлению трупа к погребению, когда изо рта умершей Эммы выливается грязная жидкость, и т. п.) были отмечены критикой как особенность писательской манеры Флобера. Это отразилось и в карикатуре, где Флобер изображён в фартуке анатома, подвергающим вскрытию тело Эммы Бовари.
Согласно проведённому в 2007 году опросу современных популярных авторов, роман «Госпожа Бовари» является одним из двух величайших романов всех времён (сразу после романа Толстого «Анна Каренина»). Тургенев в своё время отозвался об этом романе, как о лучшем произведении «во всём литературном мире».
По словам литературного критика Алексея Машевского, в романе нет положительных персонажей: нет героя, который мог бы быть воспринят читателем именно как герой. Можно сказать, что «смерть героя», провозвестником которой стал одноимённый роман Ричарда Олдингтона, наступила ещё в XIX веке — в «Госпоже Бовари».

## Сюжет
Шарль Бовари, закончив коллеж, по решению матери начинает учиться медицине. Однако он оказывается не очень смышлён, и только природная старательность и помощь матери позволяют ему сдать экзамен и получить место врача в Тосте — провинциальном французском городке в Нормандии. Стараниями матери же он женится на местной вдове, малопривлекательной, но обеспеченной женщине сорока пяти лет. Однажды, отправившись по вызову к местному фермеру, Шарль знакомится с дочерью фермера, Эммой Руо, симпатичной девушкой, к которой у него возникает влечение.

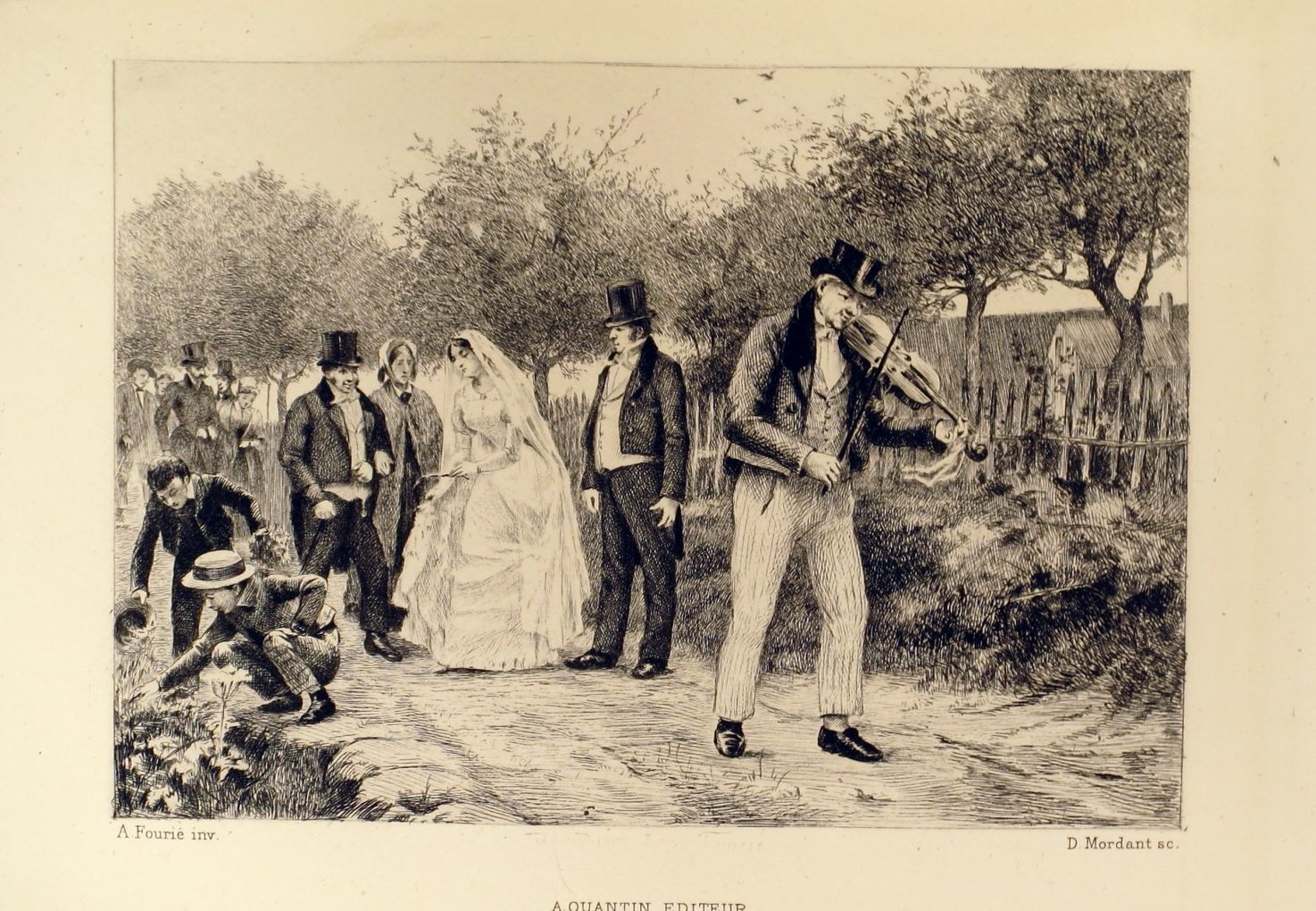
Свадьба Эммы и Шарля

После смерти жены (они прожили в браке всего год и два месяца) Шарль начинает общаться с Эммой и через какое-то время решается просить её руки. Её давно овдовевший отец даёт согласие и устраивает пышную свадьбу. Но когда молодые начинают жить вместе, Эмма очень быстро понимает, что больше не любит Шарля и что до этого она вообще не знала, что такое любовь. Однако он её любит без памяти и по-настоящему с ней счастлив. Она тяготится семейной жизнью в глухой провинции и в надежде что-то изменить настаивает на переезде в другой (также провинциальный) город Ионвиль. Это не помогает, и даже рождение ребёнка не вызывает у неё трепетных чувств.
В Ионвиле она встречает студента двадцати лет Леона Дюпюи, помощника нотариуса, с которым они подолгу разговаривают о прелестях столичной жизни на обедах в трактире, куда Эмма приходит с мужем. У них возникает обоюдное влечение, он любил её чистой любовью, обожествлял её, она влюблена в него и ищет уединения, чтобы, рисуя себе его образ, насладиться им без помех. Но они оба не смели признаться в чувствах друг другу. Эмма начинает играть роль прилежной жены, занимается хозяйством, она делает вид, что счастлива. Эмма сильно похудела, румянец на её щеках поблёк, она была печальна и тиха из-за внутренних переживаний и невозможности признаться в любви. Эмма хочет бежать с Леоном, но потом думает, что он не любит её, и от этих рассуждений погружается в мрачную бездну. Леон мечтает о столичной жизни, хочет закончить образование и через некоторое время раздумий и терзаний уезжает в Париж. Через некоторое время Эмма знакомится с Родольфом Буланже, состоятельным человеком и известным ловеласом. Он начинает за ней ухаживать, говоря слова о любви, которых ей так недоставало от Шарля, и они становятся любовниками в лесу, «под носом» у ничего не подозревающего влюблённого мужа, который сам купил Эмме лошадь, чтобы она совершала полезные прогулки на лошади с Родольфом в тот самый лес. Желая сделать Родольфу приятное и подарить ему дорогой хлыстик, она постепенно влезает в долги, подписывая векселя Лере, пронырливому лавочнику, и тратя деньги без разрешения мужа. Эмма и Родольф счастливы вместе, они часто тайно встречаются и начинают готовиться к побегу от мужа. Однако Родольф, человек холостой, не готов пойти на это и разрывает связь, написав письмо, после прочтения которого Эмма серьёзно заболевает.
Постепенно она поправляется, окончательно же отойти от подавленного состояния ей удаётся лишь тогда, когда в Руане, довольно крупном городе рядом с Ионвилем, она встречает вернувшегося из столицы Леона. Эмма и Леон впервые вступают в связь после посещения руанского собора (Эмма пытается отказать, не приходить в собор, но в конце концов не перебарывает себя и приходит) в нанятой ими карете, которая полдня носилась по Руану, составляя загадку для местных жителей. В дальнейшем отношения с новым любовником вынуждают её обманывать мужа, говорить, что по четвергам она берёт занятия по фортепиано у женщины в Руане. Она запутывается в долгах, наделанных при помощи лавочника Лере. Обманом выудив у Шарля доверенность на распоряжение имуществом, Эмма тайно продаёт его приносившее небольшой доход поместье (это откроется Шарлю и его матери позже). Когда Лере, собрав векселя, подписанные Эммой, просит своего приятеля подать в суд, который постановляет изъять в счёт долга имущество супругов, Эмма, пытаясь найти выход, обращается к Леону (он отказывается рисковать ради своей любовницы и украсть несколько тысяч франков из конторы), к ионвильскому нотариусу (который хочет вступить с ней в связь, но он ей отвратителен). В конце концов она приходит к бывшему любовнику Родольфу, который так жестоко поступил с ней, но тот требуемой суммы не имеет, а продавать вещицы (составляющие обстановку его интерьера) ради неё не намерен.

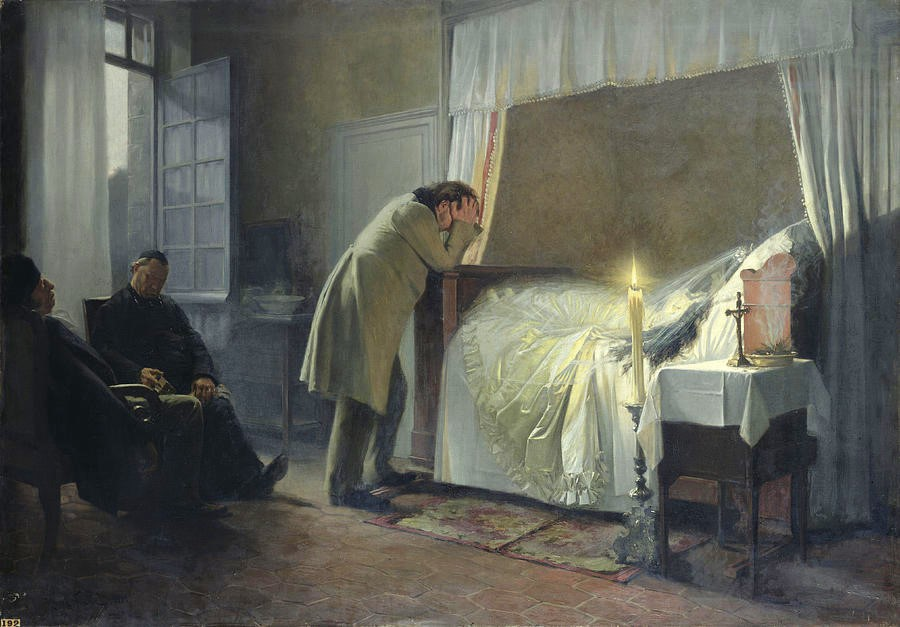
Смерть мадам Бовари.

Отчаявшись, она тайком в аптеке господина Оме принимает мышьяк, после чего приходит домой. Вскоре ей становится плохо, она лежит в кровати. Ни муж, ни приглашённый знаменитый врач ничем не могут ей помочь, и Эмма умирает. После её смерти Шарлю открывается правда о количестве наделанных ею долгов, даже об изменах — но он продолжает страдать по ней, разрывает отношения с матерью, хранит её вещи. Он даже встречается с Родольфом, отправившись продать лошадь, и принимает приглашение Родольфа выпить с ним. Родольф видит, что Шарль знает об измене жены, и Шарль говорит, что не обижается, в результате чего Родольф признаёт в душе Шарля ничтожество.
На следующий день Шарль умирает у себя в саду, его застаёт там маленькая дочка, которую затем передают матери Шарля. Через год та умирает, и девочке приходится идти на прядильную фабрику, чтобы заработать на пропитание.

## История создания
Первоначальный замысел и образ героини отличались от окончательного варианта и претерпели изменения под воздействием изменившихся взглядов автора. В своём письме к хозяйке литературного салона Луизе Коле от 1850 года он говорит о том, что у него возник сюжет романа о мистически настроенной девушке, которая умирает девственницей возле отца и матери в провинциальном городке, а рядом огород, засаженный капустой и подстриженными фруктовыми деревьями, и небольшая речка.
Идея романа была подана Флоберу в 1851 году. Он только что прочёл для друзей первый вариант другого своего произведения — «Искушение Святого Антония» — и был ими раскритикован. В связи с этим один из друзей писателя, Максим дю Кан, редактор «La Revue de Paris», предложил ему избавиться от поэтического и высокопарного слога. Для этого дю Кан посоветовал выбрать реалистичный и даже будничный сюжет, связанный с событиями в жизни обычных людей, современных Флоберу французских мещан. Сам же сюжет был подсказан писателю ещё одним другом, Луи Буйле (именно ему посвящён роман), который напомнил Флоберу о событиях, связанных с семьёй Деламар.
Эжен Деламар учился хирургии под руководством отца Флобера — Ахилла Клеофаса. Не обладая никакими талантами, он смог занять место врача лишь в глухой французской провинции, где женился на вдове, женщине старше его. После смерти жены он встретил молодую девушку по имени Дельфина Кутюрье, ставшую затем его второй женой. Романтическая натура Дельфины не вынесла, однако, скуки провинциальной мещанской жизни. Она начала тратить деньги мужа на дорогие наряды, а затем и изменять ему с многочисленными любовниками. Мужа предупреждали о возможных изменах жены, но он в это не поверил. В возрасте 27 лет, запутавшись в долгах и теряя внимание со стороны мужчин, она покончила с собой. После смерти Дельфины мужу открылись правда о её долгах и подробности измен. Он не смог этого вынести и через год также скончался.
Флоберу была знакома эта история — его мать поддерживала контакты с семьёй Деламар. Он ухватился за идею романа, изучил жизнь прототипа и в том же году принялся за работу, которая оказалась, однако, мучительно тяжёлой. Флобер писал роман почти пять лет, порой затрачивая на отдельные эпизоды целые недели и даже месяцы. Об этом остались письменные свидетельства самого писателя. Так, в январе 1853-го он писал Луизе Коле:

Я пять дней просидел над одной страницей…
В другом письме он фактически жалуется:

Я бьюсь над каждым предложением, а оно никак не складывается. Что за тяжёлое весло — моё перо!

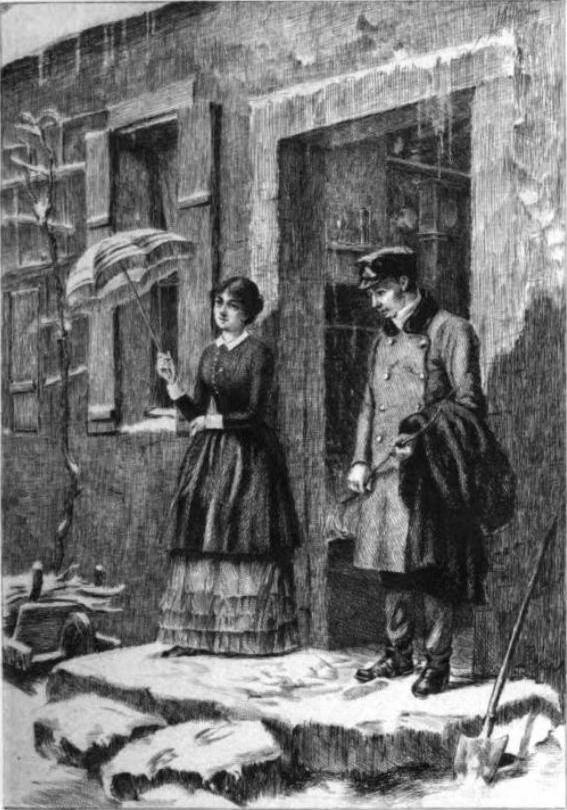
Иллюстрация из французского издания романа

Уже в процессе работы Флобер продолжал сбор материала. Он сам читал романы, которые любила читать Эмма Бовари, изучал симптомы и последствия отравления мышьяком. Широко известно, что он сам почувствовал себя плохо, описывая сцену отравления героини. Так он вспоминал об этом:

Когда я описывал сцену отравления Эммы Бовари, я так явственно ощущал вкус мышьяка и чувствовал себя настолько действительно отравленным, что перенёс два приступа тошноты, совершенно реальных, один за другим, и изверг из желудка весь обед.
Братья Гонкур в своём «Дневнике» тоже упоминают как Флобер рассказывал им эту историю, а также пишут, что «…как об одном из самых приятных впечатлений он вспоминал о том, как, работая над окончанием своего романа, он был вынужден встать и пойти за носовым платком, который омочил слезами!..».
В ходе работы Флобер неоднократно переделывал свой труд. Рукопись романа, которая в настоящее время хранится в муниципальной библиотеке Руана, составляет 1788 исправленных и переписанных страниц. Окончательный же вариант, хранящийся там же, содержит лишь 487 страниц.
Практически полная идентичность истории Дельфины Деламар и описанной Флобером истории Эммы Бовари давала повод считать, что в книге описана реальная история. Однако Флобер категорически это отрицал, утверждая даже, что у мадам Бовари нет прототипа. Однажды он заявил: «Госпожа Бовари — это я!» Тем не менее сейчас на могиле Дельфины Деламар, помимо её имени, имеется надпись «Мадам Бовари».

## Переводы на русский
- Александр Ромм (Госпожа Бовари, Госпожа Бовари. Провинциальные нравы); 1947 г.
- Николай Любимов (Госпожа Бовари, Госпожа Бовари. Провинциальные нравы); 1958 г.
- Анастасия Чеботаревская (Госпожа Бовари); 2007 г.

## Экранизации
На основе и по мотивам романа снимали фильмы Жан Ренуар, Винсент Минелли, Александр Сокуров, Клод Шаброль и др.
Главную роль исполняли Валентина Тесье, Пола Негри, Меча Ортис, Дженнифер Джонс, Изабель Юппер, Эдвиж Фенек, Сесиль Зервудаки, Фрэнсис О’Коннор, Миа Васиковска.
Самые известные экранизации
- Порочная любовь (Unholy Love) — американская экранизация режиссёра Альберта Рэя, является первой в истории кинематографа.
- Мадам Бовари (1933) — французская экранизация Жана Ренуара.
- Мадам Бовари (1937) — немецкая экранизация режиссёра Герхарда Лампрехта.
- Мадам Бовари (1947) — аргентинская экранизация Карлоса Шлипера.
- Мадам Бовари (1949) — американская экранизация Винсента Миннелли.
- Мадам Бовари (1969) — итальянский фильм режиссёра Ганса Скотта-Шобингера.
- Мадам Бовари (1975) — британский мини-сериал, 4 серии.
- Спаси и сохрани (1989) — фильм Александра Сокурова.
- Мадам Бовари (1991) — французская экранизация Клода Шаброля.
- Мадам Бовари (2000) — британская экранизация Тима Файвелла.
- Мадам Бовари (2014) — американская экранизация Софи Бартес.